# Déni de grossesse

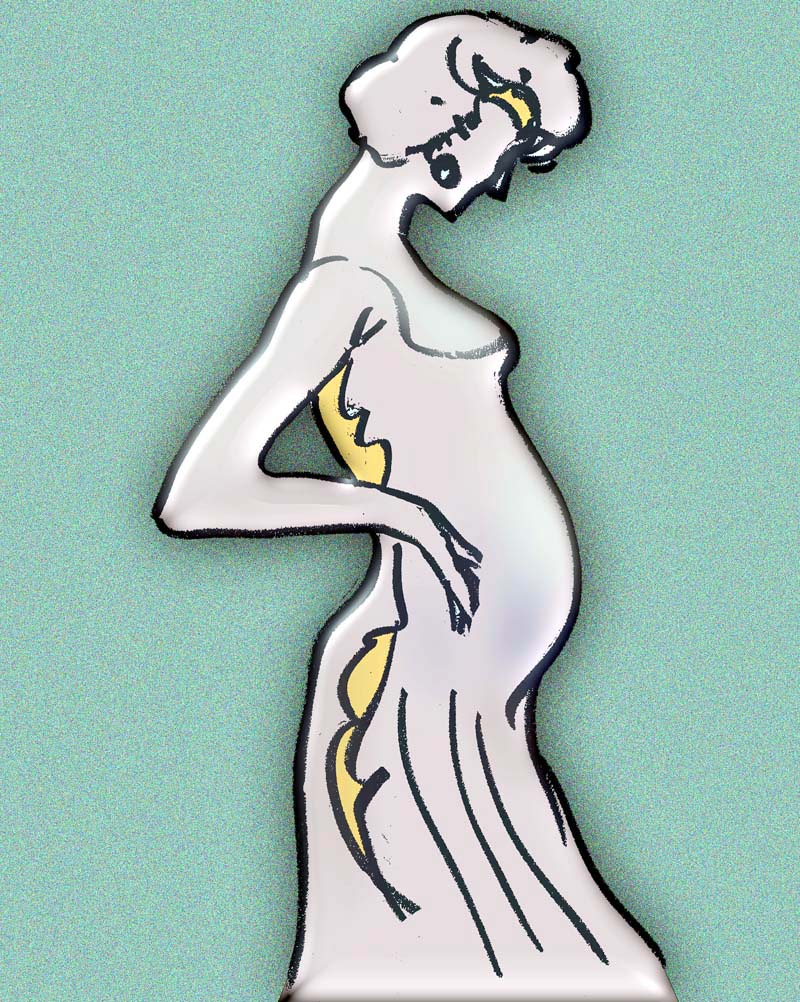
Femme enceinte

Le déni de grossesse est le comportement inconscient de négation du fait d'être enceinte, que présentent certaines femmes par méconnaissance de leur grossesse, les changements liés à la grossesse étant biologiquement réduits ou incorrectement perçus. Une grossesse niée évolue à l'insu de la femme qui peut ne pas sentir qu'elle est enceinte, ou alors ne pas faire de lien entre les symptômes perçus et une grossesse.
Les dénis de grossesse sont souvent liés à l'histoire de la femme. Selon le psychiatre et philosophe Benoît Bayle, il est parfois qualifié de déni total. Le déni de grossesse doit être différencié de la dénégation de grossesse, ou déni partiel, qui comporte une part de conscience, oscillatoire ou non, du fait d'être enceinte,.

## Aspects médicaux

### Contexte
La grossesse est un état transitoire avec des bouleversements hormonaux, corporels, psychologiques, familiaux et sociaux. La femme en train de devenir mère va devoir s'adapter à cette période de sensibilité particulière, dite de « transparence psychique », où la femme est à l'écoute de sa propre histoire (infantile par rapport à sa propre mère) et de son propre corps. Des problématiques, des traumatismes, des deuils du passé peuvent ressurgir.
Normalement, la période de grossesse laisse le temps d'accepter la grossesse, de s'attacher au fœtus, et de se préparer à la naissance et aux soins du nouveau-né. Progressivement des représentations de l'enfant à venir se construisent : l'enfant imaginaire correspond à l'idéal maternel, l'enfant fantasmatique correspond à l'inconscient maternel, et l'enfant réel commence à apparaître avec l'échographie. Ces « trois enfants » doivent se concilier en un seul. Il existe fréquemment un sentiment de plénitude et de toute-puissance, qui a pu donner naissance au mythe de « la grossesse merveilleuse » qui protègerait toute femme enceinte de tout trouble mental.
Pour beaucoup de femmes, la grossesse peut être un temps de craintes et de doutes qui sont le plus souvent surmontés. Mais il est des cas où les peurs sont telles qu'elles conduisent des femmes à nier leur grossesse. Il s'agit d'un mécanisme inconscient de défense inapproprié, où la femme inconsciente de sa grossesse est incapable de s'attacher au fœtus, et de se préparer à la délivrance et à la maternité.
En France, le déni de grossesse est ainsi défini de façon limitative, comme un refus inconscient, ou du moins « lorsque la participation inconsciente est prévalente ». Dans les pays anglo-saxons, le déni de grossesse est parfois élargi à la dissimulation consciente de la grossesse (chez des adolescentes par exemple) où le « déni de grossesse » est plutôt celui de l'entourage familial ou social (interdits religieux, moraux, socio-culturels...). Cet élargissement se justifierait d'un point de vue pragmatique, par le fait que les problèmes engendrés sont les mêmes : détresse psychologique, accouchement prématuré sans assistance, petit poids de naissance, voire néonaticide ou infanticide à la naissance.
Il semble qu'il y ait un continuum de comportements de grossesse, qui va de la pleine conscience de grossesse avec dissimulation, en passant par la suspicion ou incertitude de grossesse, jusqu'au déni total de la grossesse pouvant se prolonger jusqu'à l'accouchement.

### Épidémiologie
Des études prospectives de population ont estimé que le déni de grossesse concerne environ 1 cas sur 475 naissances (0,21 %) au-delà de 20 semaines de gestation.
Parmi ces cas, une proportion estimée de 1 grossesse sur 2 455 à 2 500 n’est pas diagnostiquée avant l’accouchement, une fréquence comparable à celle de l’éclampsie et plus élevée que celle des grossesses multifœtales.
Ceci indique que le déni est un état transitoire pour la majorité des femmes. Dans quelques cas, des femmes en état de déni reconnaissent leur grossesse au vu de leur image échographique. Le déni est dit partiel lorsque la grossesse est reconnue à partir du 5e mois, et total lorsque le déni se poursuit jusqu'au terme.
Depuis les années 2000, il apparaît qu'il n'existe pas de « profil type » du déni de grossesse. La majorité des femmes étudiées sont âgées de 20-25 ans, multipares (déjà une ou plusieurs grossesses), dans de bonnes conditions sociales (étudiantes, salariées). Seule une minorité a une intelligence diminuée, consomme des drogues ou présente un trouble psychiatrique.
Le risque de néonaticide (meurtre d'enfant de moins de 24 h) serait plus élevé chez les femmes jeunes et immatures, célibataires, ayant rompu précocement tout lien avec le géniteur, et souvent en proie à la solitude.
Il semble que le stress et les conflits psychologiques provoqués par la grossesse puissent conduire à un mécanisme de déni chez des femmes jusque-là bien adaptées à d'autres situations. Les femmes déniant leur grossesse constitueraient alors un groupe hétérogène, sans caractéristique distinctive claire. Une échelle de risque, à visée préventive, est presque impossible à construire. Plusieurs auteurs suggèrent que c'est aux médecins d'être avertis de la possibilité de déni de grossesse chez toute femme ayant l'âge de procréer.
Historiquement (au XXe siècle), il a été considéré à tort que le déni de grossesse était le fait de femmes jeunes, primigestes (première grossesse), de couche sociale défavorisée, en difficulté intellectuelle et d'instruction, avec usage de drogues, ou problèmes psychiatriques.

### Clinique
Le terme « déni de grossesse » recouvre un spectre clinique complexe, allant de l’absence totale de signes physiologiques perceptibles et de conscience de la grossesse, à la présence de signes classiques niés, minimisés ou interprétés autrement par la personne enceinte. Les modifications corporelles sont souvent discrètes, un constat parfois qualifié de « déni somatique » (somatic denial), en référence à l’absence de distension abdominale et à une faible sensibilité aux signaux physiques de la grossesse. L’aménorrhée caractéristique de la grossesse est expliquée par d'autres raisons par la femme en déni (contraceptifs, stress, troubles hormonaux), quand ce ne sont pas des métrorragies qui alimentent l'idée de permanence des règles. Dans une étude, 38 % du groupe des femmes ayant consulté durant leur grossesse n'ont pas été diagnostiquées enceintes, ce qui illustre la difficulté à reconnaître l’état gestationnel, même pour un professionnel de santé.
Quand le bébé commence à bouger, la femme n'y prête pas attention ou interprète ces mouvements fœtaux comme sans lien avec une grossesse. L’enfant se loge en position debout, dans un utérus resté vertical près de la colonne vertébrale, ce qui limite l’expansion abdominale et contribue à la discrétion des signes extérieurs. Au moment de l’annonce du déni par le médecin et de la prise de conscience par la femme qu’elle est bien enceinte, son corps peut alors se transformer, récupérant rapidement un poids correspondant à son terme de gestation. Cette adaptation brutale illustre la plasticité physiologique du corps dans ce contexte.
Les conséquences sur la santé du nouveau-né dépendent de la durée du déni. Dans le déni partiel, les femmes peuvent accepter leur grossesse et s’attacher au fœtus, sans conséquence néfaste pour l’enfant. Dans le déni partiel prolongé, il peut y avoir un retard de croissance intra-utérin ou une mort fœtale in utero.
Quand le déni est total, jusqu'au terme de la grossesse, l’accouchement non assisté constitue un choc psychologique très important pour la mère, qui n’a pas pu se préparer psychologiquement à l’accueil de l’enfant et ne fait pas appel à son entourage. Dans certain cas l'accouchement peut être prématuré et aboutir à un poids de naissance faible. Le travail est souvent très rapide ; la jeune femme peut se rendre aux urgences en évoquant une tumeur suspectée, telle autre peut ressentir un besoin d’aller à la selle : elle accouche dans les toilettes, où l’enfant meurt noyé,.
Un tableau récapitulatif des signes cliniques les plus fréquemment observés dans les grossesses non perçues est présenté ci-dessous.
| Aspect                 | Présentation typique d'une grossesse     | Présentation dans les grossesses non perçues                                               | Source |
| ---------------------- | ---------------------------------------- | ------------------------------------------------------------------------------------------ | ------ |
| Aménorrhée             | Absence de règles                        | Présente dans certains cas, mais souvent attribuée à des saignements légers ou irréguliers | [ 11 ] |
| Nausées / vomissements | Fréquents au premier trimestre           | Absents ou confondus avec des troubles digestifs                                           | [ 11 ] |
| Prise de poids         | Gain pondéral progressif au fil des mois | Minime ou absente, parfois interprétée comme un changement d’alimentation ou du stress     | [ 11 ] |
| Ventre arrondi         | Augmentation nette du volume abdominal   | Peu visible ; ventre plat ou prise de poids mal localisée                                  | [ 11 ] |
| Mouvements fœtaux      | Perçus entre 18e et 22e semaine          | Non perçus ou attribués à des troubles intestinaux                                         | [ 11 ] |
| Tension mammaire       | Sensibilité ou gonflement des seins      | Rarement signalée ou interprétée différemment                                              | [ 11 ] |

#### Déni de grossesse chez les adolescentes
Chez les adolescentes, le déni de grossesse présente des caractéristiques singulières, liées à leur développement psychique et corporel. Il s’exprime souvent par une méconnaissance du corps, une immaturité affective et une faible interprétation des signes physiologiques — aménorrhée ou transformations corporelles — parfois pourtant présentes. L’activité physique intense, fréquente à cet âge, ainsi que la persistance de règles ou de saignements, contribuent à masquer la grossesse. Le repérage vient souvent de l’entourage — camarades, enseignants ou famille — avant d’être confirmé médicalement. Le diagnostic, posé tardivement, suscite chez l’adolescente un sentiment d’irréalité, voire de dissociation, et un long délai dans l’appropriation du rôle maternel. La réaction de l’entourage — rejet, soutien ou surprotection — influence fortement le vécu postnatal et l’ajustement psychologique. Ces particularités justifient une prise en charge spécifique, encore trop peu développée.
Cet aspect a notamment été étudié par le Dr Félix Navarro († 2017), ancien responsable de l’Association Française pour la Reconnaissance du Déni de Grossesse (AFRDG), qui s’intéresse aux conséquences juridiques.

### Classifications en débat
Le déni de grossesse n’est pas reconnu comme une entité clinique autonome dans les grandes classifications diagnostiques internationales. Ni le DSM-5-TR (2022) (Manuel diagnostique et statistique des troubles mentaux), ni la CIM-11 (Classification internationale des maladies). Toutefois, certains codes de la CIM-11, tels que QA41 (état de grossesse constaté fortuitement), QA43.3 (Surveillance de la grossesse avec antécédents de soins prénatals insuffisants) ou QA43.30 (grossesse dissimulée), peuvent décrire des situations cliniques en lien avec ce phénomène.
Certains auteurs plaident pour une meilleure reconnaissance dans les classifications internationales, qui sont régulièrement révisées. Ce débat porte à la fois sur la nature du phénomène et sur sa dénomination. Une proposition terminologique distingue par exemple la « négation de grossesse » (negated pregnancy) en deux formes : une forme complète ; et une forme incomplète, où la grossesse est reconnue mais minimisée, négligée ou dissimulée.
Le déni pourrait être psychotique (s'accompagner de troubles psychiatriques graves) ou non-psychotique (sans troubles avérés). Le déni psychotique peut être, entre autres, celui de sujets déjà schizophrènes ou bipolaires avant leur grossesse et qui le restent après.
Le plus souvent, le déni survient chez des sujets non-psychotiques, qui gardent un bon contact avec la réalité en dehors de leur propre grossesse. Des auteurs français insistent sur les mécanismes psychodynamiques qui caractériseraient ce déni : une ambivalence du désir de grossesse et du désir d'enfant (refus de l'enfant et de l'IVG en même temps), culpabilité majeure liée à des interdits concernant la sexualité, fragilité des liens familiaux et sociaux (environnement défavorable à la venue d'un enfant), autant d'éléments qui rendent la grossesse impensable. Ce déni s'accompagne d'un clivage refusant les perceptions de grossesse, et de troubles de la cognition,.
Des auteurs anglo-saxons considèrent qu'il n'existe aucune caractéristique commune claire, et subdivisent les dénis non psychotiques en trois groupes. Le déni « envahissant » où l'existence de la grossesse n'est pas reconnue, du début à la fin ; le déni « affectif » où la grossesse est reconnue dès le début mais de façon indifférente et négligente ; le déni « persistant » où la grossesse est reconnue au dernier trimestre mais avec refus d'avoir recours à l'entourage ou au système médico-social. Selon une étude, la répartition de ces trois sous-types serait : 36 % des cas pour le déni envahissant, 52 % pour l'affectif, et 11 % pour le persistant.
Le Docteur Françoise Dumont, experte à la cour d’appel de Versailles, parle de « dénégation de grossesse » et non de déni de grossesse, lorsque l'acte d'infanticide est commis par une personne non psychotique.

### Infanticide
La mort du bébé peut survenir de manière accidentelle, par manque de soins, à la suite d'un traumatisme crânien ou à la suite d'une intervention de la mère. Cette confrontation brutale avec la réalité peut occasionner une panique porteuse de pulsions infanticides : dans certains cas, la mère croit son enfant mort-né et s’en débarrasse alors qu’il est vivant. Le meurtre n'est pas prémédité, il s'agit d'abandon ou de négligence qui sont dans la continuité du déni de grossesse. Les cas de néonaticides actifs (suffocation, strangulation) sont plus souvent liés à des dénis psychotiques.
Le déni et l'infanticide sont souvent associés dans l'imagination populaire et parfois encore dans la littérature scientifique. Selon Dayan, l'immense majorité des dénis de grossesse n'est suivi d'aucun acte malveillant. On peut évaluer à moins de 1 % les dénis de grossesse suivis d'infanticides. Le taux allégué de 10 % est le résultat d'un biais judiciaire : il s'agit de 10 % des affaires d'infanticides portées en justice qui sont associées à un déni de grossesse. Les dénis de grossesse échappent à la justice, alors que ce n'est pas le cas d'un geste criminel.
Ainsi, en France, on compte chaque année, 2 à 5 cas d'infanticides pour 1500 cas de déni partiel et 250 cas de déni total de grossesse.

## Aspects historiques

### Un exemple: l'infanticide en Bretagne
Dans les sociétés traditionnelles, comme celle de la Bretagne au XIXe siècle, la dissimulation de grossesse est une conséquence de l'hostilité du groupe aux grossesses jugées illégitimes. Confrontée à une situation imprévue et non désirée, éventuellement après ou en complément de démarches abortives, la mère dissimule comme elle le peut son embarras physique et moral dans son apparence comme dans son comportement. Elle s'efforce en toute circonstance de maintenir autant que possible l'apparence de la normalité pour ne pas donner prise aux inquisitions du contrôle social et au discrédit collectif si redouté.
La femme adapte alors son comportement au cours de sa grossesse, maintenant tout au long son effort et ses ruses pour dissimuler ses modifications corporelles. Dans les premiers temps, le défi est de parvenir au retour des règles, ce qui revient bon gré mal gré à provoquer une fausse couche que ce soit par la brutalité ou par des remèdes traditionnels locaux, sangsues ou plantes. Quand la transformation du corps est indéniable, celle-ci est attribuée à quelque trouble physiologique, le plus souvent en rapport avec la menstruation ou l'hydropisie et facilement dissimulé par les habits traditionnels. Puis, les examens par des sages-femmes ou par d'autres tiers sont refusés.
Cette logique vise à préserver l'honorabilité et l'intégration au groupe. Elle peut se poursuivre après la naissance, en cas d'infanticide ou de dissimulation de la naissance, par des efforts pour précipiter le retour aux formes de vie antérieures, tant dans l'apparence que dans la capacité de travail, voire par des ruses complémentaires telles que la présentation de linges indiquant le retour des règles, donc jamais interrompues. La méthode la plus fréquente pour l'infanticide était la consommation par les porcs, faisant disparaitre jusqu'aux os.

## Aspects juridiques
Le déni de grossesse n’est pas clairement défini et identifié, il n'a pas de statut juridique autonome. L'infanticide et le néonaticide sont jugés de façon très variable selon les pays.

### En France
En droit français, l'état mental de la mère durant la grossesse et l'accouchement n'est pas considéré comme un facteur atténuant (sauf exceptions, comme un déni total avec état psychotique reconnu,).
Dans ce contexte est apparu un débat public sur le déni de grossesse, remettant en question le principe juridique selon lequel la grossesse et l'accouchement ne sont en rien des circonstances atténuantes. À la suite d'une interpellation au Sénat en 2009, la ministre de la Justice Michèle Alliot-Marie répond que le déni de grossesse doit d'abord être clairement défini et identifié du point de vue médical.
Selon Anne Tursz, pédiatre épidémiologiste de l’INSERM et spécialiste du sujet, les avocats auraient une tendance systématique à lier le néonaticide au déni. Cela poserait une suspicion d'assassinat sur les personnes atteintes d'un véritable déni, autant que ce perçu pourrait servir d'outil judiciaire pour blanchir les femmes conscientes d'être enceintes et commettant un néonaticide. Selon cette spécialiste le vrai déni est une pathologie psychiatrique rarissime et non un concept opérationnel.

### En Belgique
En mars 2010, une femme jugée pour infanticide a été acquittée par la cour d'assises de Mons (Belgique), le jury populaire constitué de six hommes et femmes ayant reconnu qu'elle avait agi à la suite d'un « déni de grossesse massif » et sous la force d'une « contrainte irrésistible » en étouffant son nouveau-né. Un élément qui, en droit belge, exempte l'auteur d'un crime ou d'un délit de sa responsabilité.

### Droit anglo-saxon
Les peines effectives sont beaucoup plus légères qu'en France. Selon l'Infanticide Act de 1938 au Royaume-Uni, l'infanticide à la naissance est reconnu jusqu'à l'âge de un an. La filiation n'est pas une circonstance aggravante. L'altération du jugement est reconnu presque de principe, et l'homicide ramené à l'homicide involontaire. Les femmes, après une brève peine de prison, sont soumises à une probation et un suivi psychologique. Cependant, une mère qui dénie aussi l'homicide après un déni de grossesse peut être condamnée plus sévèrement : ce qui suscite des débats médicaux et juridiques.
La législation britannique inspire celles de nombreux pays : Canada, Australie, Danemark, Suède, Brésil... Aux États-Unis, les jugements sont variables et relativement cléments par rapport aux autres crimes.